# Jostein Gaarder
Jostein Gaarder (født 8. august 1952) er en norsk forfatter af romaner, noveller og børnebøger. Hans mest kendte bog er Sofies Verden, en ungdomsbog om filosofi. Gaarder er en aktiv deltager i samfundsdebatten i Norge.

## Liv og arbejde
Gaarder blev født i Oslo. Han studerede skandinaviske sprog og teologi ved Oslos universitet. Kort før han begyndte sin forfatterkarriere, underviste han i filosofi ved Fana Folkehøgskule 1981-91.
Gaarders gennembrud som forfatter kom med Kabalmysteriet i 1990. Hans bedst kendte værk er romanen Sofies verden, der udkom året efter og blev skrevet som en "kommentar" til Kabalmysteriet. Ved 20-års-jubilæet for Sofies verden i 2011 var den oversat til 59 sprog og havde solgt mere end 40 millioner eksemplarer.

## Politisk engagement
Gaarder har i offentligheden engageret sig i arbejde for blandt andet miljøspørgsmål og menneskerettigheder. Sammen med sin kone, Siri Dannevig, har han stiftet Sofieprisen på 100.000 amerikanske dollar, der i 1998-2013 blev uddelt årligt til personer, der har gjort en betydelig indsats indenfor miljø og udvikling.
4. august 2006 skrev han en kronik under overskriften Guds utvalgte folk i Aftenposten. I kronikken rejste han en stærk kritik af staten Israels krigsførelse  mod palæstinenserne og gjorde det klart, at han ikke anerkendte statens ret til at eksistere i sin nuværende form. Kronikken førte til kraftige reaktioner. Den norske journalist og forfatter Mona Levin mente, at Gaarder med sin kronik bar ved til antisemitisme. Gaarder fik støtte fra formanden for Den Norske Forfatterforening, Anne Oterholm, der mente, at det var godt, at "forfattere engagerer sig på denne måde", og af formanden for det norske PEN, Kjell Olaf Jensen. Den norske udenrigsminister Jonas Gahr Støre udtalte, at han delte Jostein Gaarders frustration over Israels besættelse af Palæstina. Gaarder understregede senere i et interview med Aftenposten, at han var en ven af det jødiske folk.

### Skønlitteratur
- Diagnosen og andre noveller (1986)
- Barna fra Sukhavati (1987)
- Froskeslottet (1988)
- Kabalmysteriet (1990) (på dansk Kabalemysteriet)
- Sofies verden (1991)
- Julemysteriet (1992)
- Bibbi Bokkens magiske bibliotek  (1993) (sammen med Klaus Hagerup)
- I et speil, i en gåte (1993)
- Hallo? Er det noen her? (1996)
- Vita Brevis (1996)
- Maya (1999)
- Sirkusdirektørens datter (2001)
- Appelsinpiken (2003)
- Sjakk Matt (2006)
- De gule dvergene (2006)
- Slottet i Pyreneene (2008)
- Det spørs (2012)
- Anna. En fabel om klodens klima og miljø (2013)
- Anton og Jonatan (2014)
- Dukkeføreren (2016)

### Faglitteratur
- Verdens Religioner (1982)
- Kristendommen (1983)
- "Allahu Akbar" Gud er størst. En bok om Islam (1983) (sammen med  moderen Inger M. Gaarder)
- Livssyn og etikk (1984)
- Religionsboka (1989)
- Etikk og livssyn i samfunnslære (1990)
- Religion og etikk (2000)

## Priser og udmærkelser
Gaarder har modtaget en lang række norske og udenlandske priser for sit arbejde, således den norske kritikerpris i 1990, Bokhandlerprisen i 1993, Brageprisen i 2002 og den italienske Bancarellapris i 1995. Han blev i 2005 udnævnt til kommandør af Sankt Olavs Orden og samme år udnævnt til æresdoktor ved Trinity College, University of Dublin.